# FK Česká Třebová

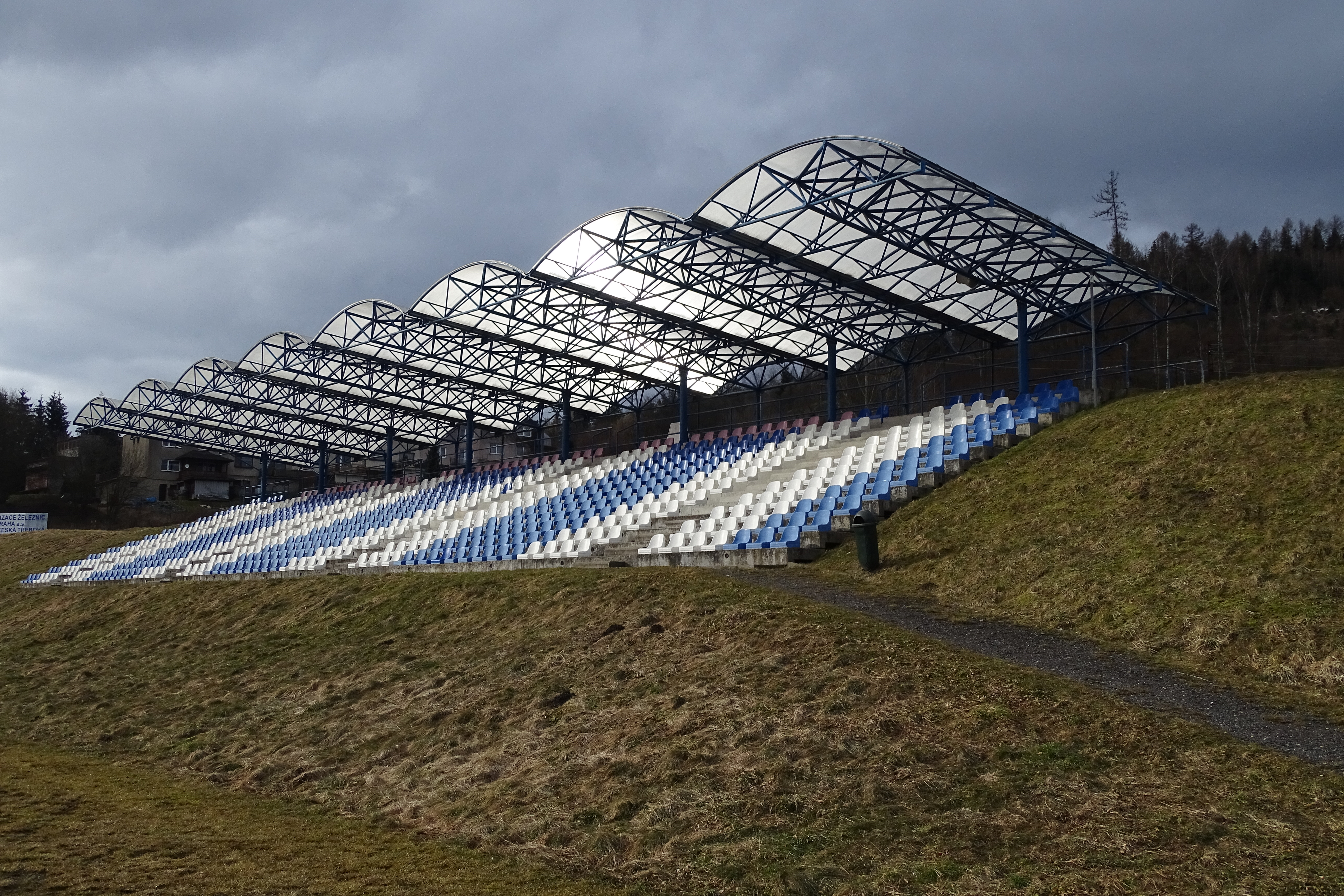
Tribuna stadionu Česká Třebová

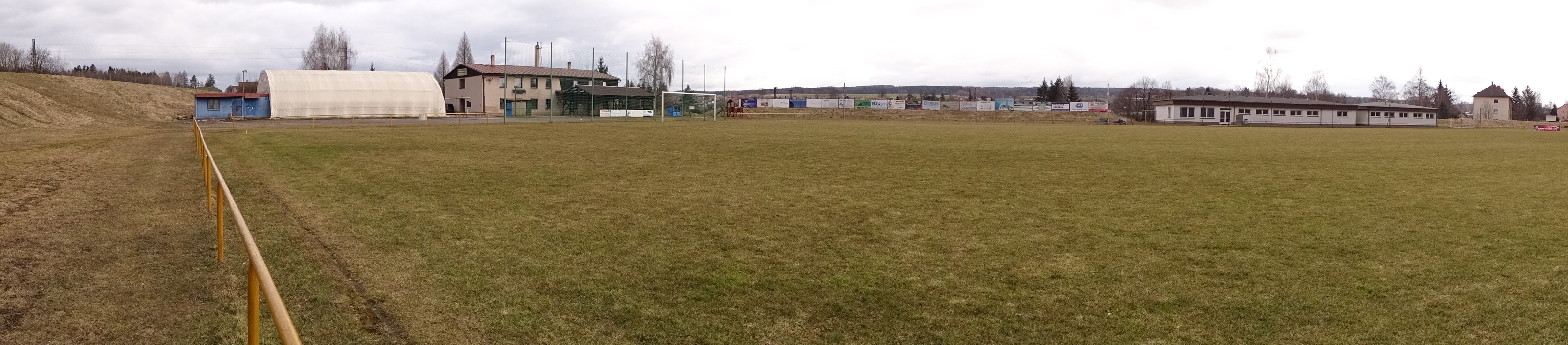
Stadion Česká Třebová

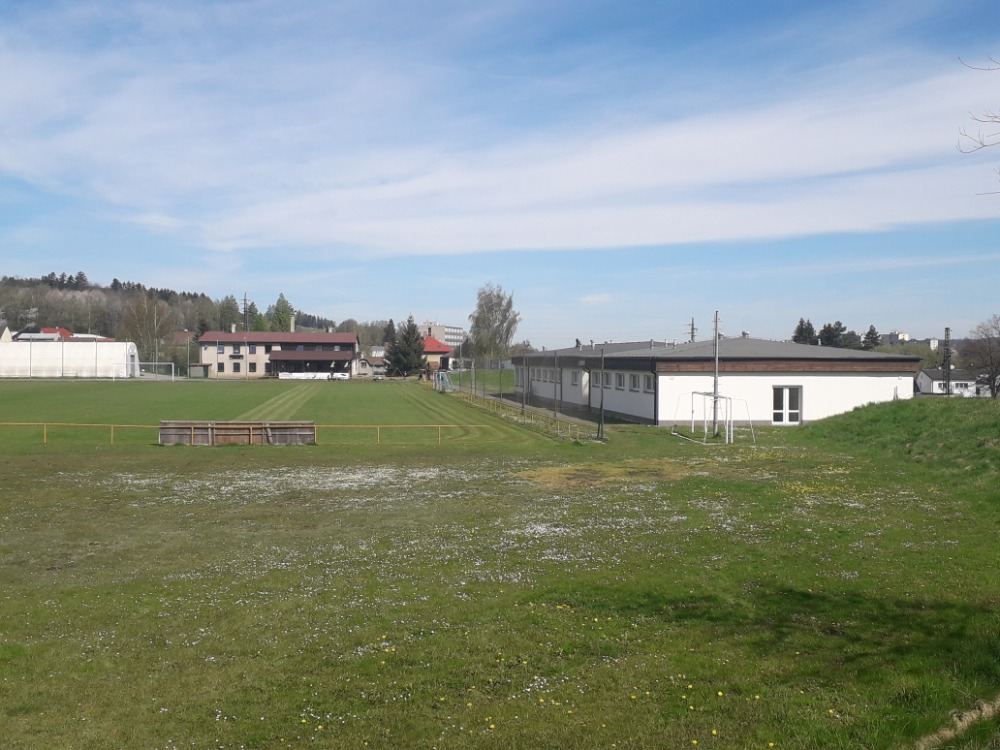
Budova šaten FK ČT

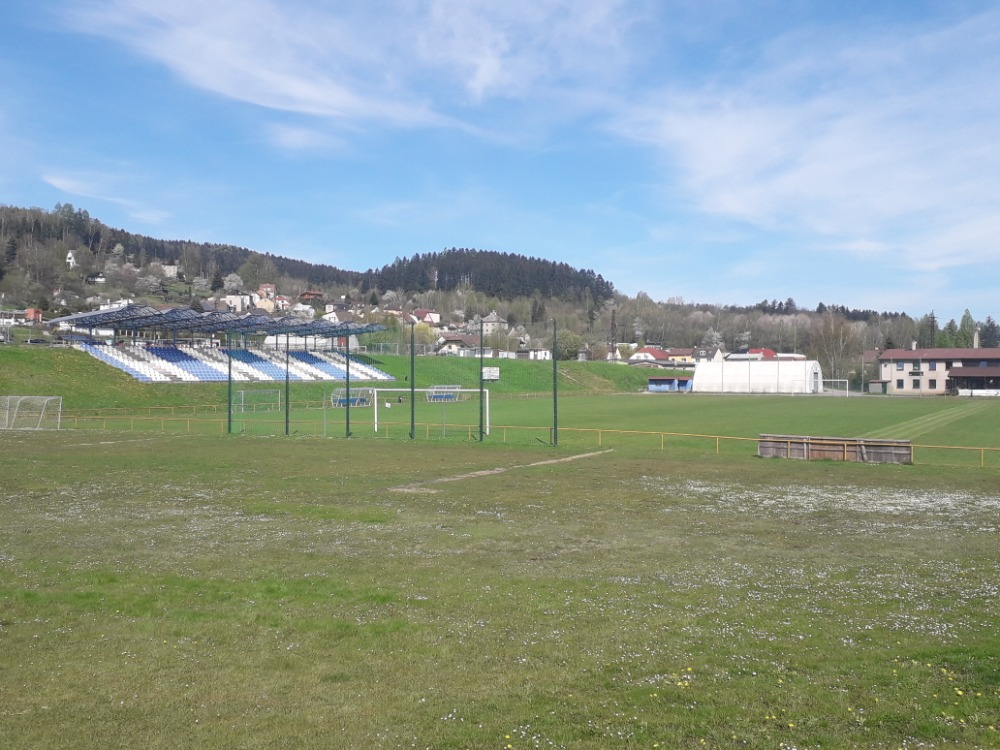
stadion Pod Jelenicí

FK Česká Třebová je český fotbalový klub z města Česká Třebová v Pardubickém kraji. Od roku 1985 sídlí na stadionu Pod Jelenicí, kde odehrává svá utkání. Od soutěžního ročníku 2015/16 působí v Krajském přeboru Pardubického kraje (5. nejvyšší soutěž). Klub vznikl roku 1908. Klubovými barvami jsou modrá a bílá (do roku 1952 byla klubovou barvou červená). Největším úspěchem klubu je účast v 2. československé lize skupiny B v sezoně 1961/62.

## Historické názvy
1919–1928 - SK Česká Třebová (Sportovní klub Česká Třebová)
1935–1948 - AFK Česká Třebová (Atletický fotbalový klub Česká Třebová)
1948 - DSO Česká Třebová (Dobrovolná sportovní organizace Česká Třebová)
1948–1950 - Sokol Česká Třebová
1950–1953 - ČSD Česká Třebová (Československé státní dráhy Česká Třebová)
1953–1991 - T.J. Lokomotiva Česká Třebová (Tělovýchovná jednota Lokomotiva Česká Třebová)
1992-1994 - FK Česká Třebová (Fotbalový klub Česká Třebová)
1994-2018 - FK Česká Třebová, s.r.o. (Fotbalový klub Česká Třebová, společnost s ručením omezeným)
2018-dosud - FK Česká Třebová, z.s. (Fotbalový klub Česká Třebová, zapsaný spolek)

## Historie klubu
V září 1914 byl v České Třebové sehrán první zápas proti týmu FK Litomyšl, domácí tým zvítězil 7:1. Prvním registrovaným fotbalovým oddílem se stal v roce 1919 klub SK Česká Třebová (prvním předsedou byl JUDr. František Bazínek).
2. května 1926 sehrál fotbalový tým Sp.C. Wien - Ost v České Třebové fotbalové utkání proti týmu České Třebové.
Roku 1942 byla podepsána smlouva o úzké spolupráci s městským rivalem SK Parník.
V roce 1982 začaly úpravy hřiště Pod Jelenici kam se postupně přemístila veškerá činnost fotbalového oddílu. Na podzim 1983 se začaly u hřiště stavět budovy šaten. V roce 1986 byly slavnostně otevřeny šatny a restaurace na stadionu Pod Jelenici. V roce 1987 byla uskutečněna anketa „O nejlepšího fotbalistu České Třebové všech dob", ve které zvítězil Josef Sýkora. Dne 9. května 1991 se uskutečnilo slavnostní otevření hlavního hřiště na stadionu Pod Jelenicí. Od 1. ledna 1992 došlo k osamostatnění fotbalového klubu s oficiálním názvem Fotbalový klub Česká Třebová. Od prosince 1994 se stává fotbalový klub občanským sdružením. Nová budova šaten a krytá tribuna byly slavnostně uvedeny do užívání v rámci oslav 100 let fotbalu v České Třebové v červenci 2008. V anketě „O nejlepšího hráče a nejlepší jedenáctku České Třebové za posledních 25 roků“ byl v roce 2008 nejlepším hráčem zvolen Vladimír Novotný.

## Hrací plochy
- louka u Netušilů – mezi dnešními ulicemi Na Strouze a Felixova
- Felcmanova louka – mezi dnešními ulicemi Pražského a Felixova
- Vyskočilka (1914–1934) – mezi dnešními ulicemi Mlýnská a Na Strouze

(byl zde odehrán první zápas v roce 1914)
- Na Farářství (1935–1962) – dnešní ulice Tkalcovská
- Na Skále (1962–1985) – v současnosti stále využíváno klubem pro tréninkové účely
- Pod Jelenicí (1985–dosud) – v areálu se nachází 2 travnatá hřiště

## Dosavadní předsedové klubu
- JUDr. František Bazínek (1919–1928)
- (z finančních důvodů se mezi lety 1928–1935 činnost klubu zastavila)
- Konrád Gebas (1935–1936)
- Vojtěch Řezník (1936–1939)
- Karel Lom (1940–1941)
- Vladimír Řehák (1942–1945)
- František Pospíšil (1946)
- Vojtěch Hýbl (1946–1960)
- Rudolf Dostál (1961-1962)
- Josef Leksa (1962-1963)
- Vojtěch Hýbl (1963–1965)
- Josef Hájek (1966)
- Rudolf Kadlec (1967)
- Mirek Voleský (1967-1969)
- Jindřich Bača (1969–1970)
- Jiří Zeman (1970)
- Jaroslav Vébr (1971–1973)
- Jindřich Bača (1974–1978)
- Ing. Bořivoj Kovařík (1979–1982)
- Jiří Pásek (1983–1989)
- Václav Dostál (1990–1991)
- Dobromil Keprt (1992–1999)
- Ing. Miloslav Cink (2000–2004)
- Bohumír Nejedlý (2004–2012)
- Dobromil Keprt (2012–2014)
- Jaroslav Sejkora (2014–2020)
- Michal Kubásek (2020–dosud)

## Umístění ve fotbalových soutěžích - A mužstvo[5][6]
| Sezona  | Soutěž                             | Úroveň | Pozice      |
| ------- | ---------------------------------- | ------ | ----------- |
| 1934/35 | Okresní přebor III. třídy          | 7.     | 3. místo    |
| 1935/36 | Okresní přebor III. třídy          | 7.     | 1. místo    |
| 1936/37 | Okresní přebor II. třídy           | 6.     | 1. místo    |
| 1937/38 | I.B třída Orlicko                  | 5.     | 3. místo    |
| 1938/39 | I.B třída Orlicko                  | 5.     | *           |
| 1939/40 | I.B třída Orlicko                  | 5.     | 5. místo    |
| 1940/41 | I.B třída Orlicko                  | 5.     | 5. místo    |
| 1941/42 | I.B třída Orlicko                  | 5.     |             |
| 1942/43 | I.B třída Orlicko                  | 5.     | 2. místo    |
| 1943/44 | I.B třída Orlicko                  | 5.     |             |
| 1944/45 | I.B třída Orlicko                  | 5.     |             |
| 1945/46 | I.B třída Orlicko                  | 5.     |             |
| 1946/47 | I.B třída Orlicko                  | 5.     | 3. místo    |
| 1947/48 | I.B třída Orlicko                  | 5.     | 1. místo    |
| 1948    | I.A třída                          | 4.     |             |
| 1949    | Pardubický krajský přebor          | 4.     |             |
| 1950    | Pardubický krajský přebor          | 4.     |             |
| 1951    | Pardubický krajský přebor          | 4.     |             |
| 1952    | Pardubický krajský přebor          | 4.     |             |
| 1953    | Pardubický krajský přebor          | 4.     |             |
| 1954    | Pardubický krajský přebor          | 4.     |             |
| 1955    | Pardubický krajský přebor          | 4.     |             |
| 1956    | Pardubický krajský přebor          | 4.     |             |
| 1957/58 | Pardubický krajský přebor          | 4.     | 1. místo    |
| 1958/59 | Oblastní soutěž C (divize)         | 3.     | 10. místo   |
| 1959/60 | Oblastní soutěž C (divize)         | 3.     | 3. místo    |
| 1960/61 | Východočeský krajský přebor        | 3.     | 1. místo    |
| 1961/62 | II. československá liga, skupina B | 2.     | 12. místo   |
| 1962/63 | Východočeský krajský přebor        | 3.     |             |
| 1963/64 | Východočeský krajský přebor        | 3.     |             |
| 1964/65 | Východočeský krajský přebor        | 3.     | 5. místo    |
| 1965/66 | Divize C                           | 3.     | 14. místo   |
| 1966/67 | Východočeský krajský přebor        | 4.     | 5. místo    |
| 1967/68 | Východočeský krajský přebor        | 4.     | 8. místo    |
| 1968/69 | Východočeský krajský přebor        | 4.     | 12. místo   |
| 1969/70 | I.A třída                          | 5.     | 2. místo    |
| 1970/71 | I.A třída                          | 5.     |             |
| 1971/72 | I.A třída                          | 5.     | 8. místo    |
| 1972/73 | I.A třída                          | 5.     |             |
| 1973/74 | I.A třída                          | 5.     |             |
| 1974/75 | I.A třída                          | 5.     |             |
| 1975/76 | I.A třída                          | 5.     | 12. místo   |
| 1976/77 | I.B třída Orlicko                  | 6.     |             |
| 1977/78 | I.B třída Orlicko                  | 6.     |             |
| 1978/79 | I.B třída Orlicko                  | 6.     |             |
| 1979/80 | I.B třída Orlicko                  | 6.     | 12. místo   |
| 1980/81 | Okresní přebor II. třídy           | 7.     | 4. místo    |
| 1981/82 | Okresní přebor II. třídy           | 7.     | 1. místo    |
| 1982/83 | I.B třída Orlicko                  | 6.     | 1. místo ** |
| 1983/84 | Krajská soutěž, skupina D          | 6.     |             |
| 1984/85 | Krajská soutěž, skupina D          | 6.     | 3. místo    |
| 1985/86 | Krajská soutěž, skupina D          | 6.     | 1. místo    |
| 1986/87 | Krajská soutěž – jih               | 5.     | 8. místo    |
| 1987/88 | Krajská soutěž – jih               | 5.     | 2. místo    |
| 1988/89 | Krajská soutěž – jih               | 5.     | 4. místo    |
| 1989/90 | Krajská soutěž – jih               | 5.     | 9. místo    |
| 1990/91 | Krajská soutěž – jih               | 5      | 10. místo   |
| 1991/92 | Krajská soutěž – jih               | 5. *** | 12. místo   |
| 1992/93 | I.A třída                          | 6.     | 1. místo    |
| 1993/94 | Východočeský krajský přebor        | 5.     | 9. místo    |
| 1994/95 | Východočeský krajský přebor        | 5.     | 6. místo    |
| 1995/96 | Východočeský krajský přebor        | 5.     | 10. místo   |
| 1996/97 | Východočeský krajský přebor        | 5.     | 13. místo   |
| 1997/98 | Východočeský krajský přebor        | 5.     | 4. místo    |
| 1998/99 | Východočeský krajský přebor        | 5.     | 1. místo    |
| 1999/00 | Divize C                           | 4.     | 12. místo   |
| 2000/01 | Divize C                           | 4.     | 15. místo   |
| 2001/02 | Pardubický krajský přebor          | 5.     | 7. místo    |
| 2002/03 | Pardubický krajský přebor          | 5.     | 8. místo    |
| 2003/04 | Pardubický krajský přebor          | 5.     | 10. místo   |
| 2004/05 | Pardubický krajský přebor          | 5.     | 7. místo    |
| 2005/06 | Pardubický krajský přebor          | 5.     | 2. místo    |
| 2006/07 | Pardubický krajský přebor          | 5.     | 11. místo   |
| 2007/08 | Pardubický krajský přebor          | 5.     | 10. místo   |
| 2008/09 | Pardubický krajský přebor          | 5.     | 10. místo   |
| 2009/10 | Pardubický krajský přebor          | 5.     | 7. místo    |
| 2010/11 | Pardubický krajský přebor          | 5.     | 7. místo    |
| 2011/12 | Pardubický krajský přebor          | 5.     | 6. místo    |
| 2012/13 | Pardubický krajský přebor          | 5.     | 4. místo    |
| 2013/14 | Pardubický krajský přebor          | 5.     | 1. místo    |
| 2014/15 | Divize C                           | 4.     | 15. místo   |
| 2015/16 | Pardubický krajský přebor          | 5.     | 6. místo    |
| 2016/17 | Pardubický krajský přebor          | 5.     | 6. místo    |
| 2017/18 | Pardubický krajský přebor          | 5.     | 3. místo    |
| 2018/19 | Pardubický krajský přebor          | 5.     | 9. místo    |
| 2019/20 | Pardubický krajský přebor          | 5.     | 13. místo > |
| 2020/21 | Pardubický krajský přebor          | 5.     | 16. místo > |
| 2021/22 | Pardubický krajský přebor          | 5.     | 8. místo    |
| 2022/23 | Pardubický krajský přebor          | 5.     | 8. místo    |
| 2023/24 | Pardubický krajský přebor          | 5.     | 4. místo    |
| 2024/25 | Pardubický krajský přebor          | 5.     | 3. místo    |
| 2025/26 | Pardubický krajský přebor          | 5.     |             |

pozn.:
* = ročník nebyl sehrán z důvodu fašistické okupace
** = klub nepostoupil do vyšší soutěže z důvodu reorganizace krajských soutěží.
*** = v sezoně 1991/92 došlo k reorganizaci soutěží. Třetí nejvyšší soutěží se stala Česká fotbalová liga a uspořádání soutěží odpovídá současnému formátu
> = české amatérské soutěže předčasně ukončeny k 7. 4. 2020 z důvodu pandemie covidu-19

### Trenéři[5]
| trenér               | sezóna                          |
| -------------------- | ------------------------------- |
| Abt Tomáš            | 2000, 2001–03, 2009             |
| Bartaloš Ludvík      | 2004–05                         |
| Dicka František      | 1949–52                         |
| Dvořák František     | 2023-dosud                      |
| Dvořák František st. | 1995                            |
| Milan Frýda          | 1996                            |
| Grund Stanislav      | 1970                            |
| Havel Ladislav       | 1996–97                         |
| Hubálek Josef        | 1981–84                         |
| Jandáček František   | 2005–06                         |
| Keprt Dobromil       | 2001, 2009                      |
| Klíma Josef          | 1966                            |
| Knížek Sláva         | 1969, 1973–75                   |
| Kocman Zdeněk        | 1984–88, 1992–95, 1997–98, 2000 |
| Krása Jaroslav       | 1957–58, 1966–69                |
| Kubík Milan          | 2004                            |
| Mačát Jan            | 1990–91                         |
| Myšák Lubomír st.    | 2013                            |
| Nastoupil Jaroslav   | 1989–90                         |
| Novák Vladimír       | 1999–00                         |
| Novotný František    | 1961–65                         |
| Petr Pavel           | 2019–20                         |
| Pišta Vratislav      | 1981–83                         |
| Pražák Petr          | 2013-19, 2021-22                |
| Ráb Jaroslav         | 1958–61 ,1965, 1973–74          |
| Sokol Bohuslav       | 2010–13                         |
| Mgr. Šindelář Michal | 2007–09                         |
| Štoudek Josef        | 2000–01                         |
| Vraspír František    | 1953–54                         |
| Zeman                | 1973–74                         |

### Vedoucí mužstva
| vedoucí mužstva    | sezóna                                |
| ------------------ | ------------------------------------- |
| Bača Jindřich      | 1969–70                               |
| Ing. Cink Miloslav | 1995–97, 2001–03, 2007–19, 2021-dosud |
| Dejmek Jiří        | 2000                                  |
| Dostál Rudolf      | 1961–62                               |
| Havlíček Rudolf    | 1984, 1997, 1998–99                   |
| Hickl Ivan         | 1988–90                               |
| Keprt Dobromil     | 1985–87                               |
| Klíma Josef        | 1965–66, 1973–74, 1983                |
| Kolář Milan        | 2005–06                               |
| Kopecký Zdeněk     | 1984                                  |
| Křížek Jan         | 1990–94                               |
| Lepša Václav       | 1973–74                               |
| Petr Stanislav     | 2019–20                               |
| Řehoř Jaroslav     | 2006–07                               |
| Sedláček František | 1957–62, 1965–66                      |
| Štarman Vlastimil  | 1997–98                               |
| Švec Pavel st.     | 2003–04                               |
| Vebr Jaroslav      | 1987, 1994–95                         |
| Vrba Zdeněk        | 2000–01                               |

### Historické statistiky A mužstva[8]
| sezona  | nejvíce odehraných zápasů – hráči                                                                                              | nejlepší střelci                                                                 | nejvíce odehraných zápasů – brankáři                                     | brankáři (počet čistých kont)                        |
| ------- | --- | -------------------------------------------------------------------------------- | ------------------------------------------------------------------------ | ---------------------------------------------------- |
| 2024-25 | 30 - Jakub Jelínek, 29 - Matěj Polášek, 28 - Matěj Deml, Jakub Jiřánek, 27 - Matěj Krása, 26 - Filip Grepl, Patrik Müller      | 20 - Vojtěch Novotný, 19 - Zdeněk Vaňous, 11 - Matěj Polášek, 10 - Jakub Jelínek | 30 - Jan Janůj, 3 - Jakub Hotmar                                         | 8 - Jan Janůj, 1 - Jakub Hotmar                      |
| 2023-24 | 30 - Patrik Müller, 30 - Matěj Polášek, 30 - Zdeněk Vaňous, 29 - Matěj Deml, 27 - Matěj Krása, 26 - Filip Grepl, 25 - Jan Deml | 16 - Zdeněk Vaňous, 14 - Filip Grepl, 10 - Matěj Polášek                         | 17 - Nikolas Hubálek, 11 - Jakub Hotmar, 1 - Jakub Lukáš, Štěpán Brejcha | 8 - Nikolas Hubálek, 2 - Jakub Hotmar                |
| 2022-23 | 30 - Patrik Müller, 28 - Jan Deml, Jakub Vašata, Zdeněk Vaňous, 27 - Vojtěch Novotný                                           | 14 - Zdeněk Vaňous, 11 - Vojtěch Novotný, 9 - Filip Grepl                        | 15 - Jakub Truhlář, 14 - Matěj Jeřábek, 1 - Jakub Hotmar                 | 4 - Jakub Truhlář, 1 - Matěj Jeřábek                 |
| 2021-22 | 30 - Jakub Jiřánek, 29 - Patrik Müller, 28 - Zdeněk Vaňous, Filip Grepl, 27 - Jan Deml, Vojtěch Langer, Jakub Truhlář          | 17 - Zdeněk Vaňous, 13 - Vojtěch Novotný, 12 - Filip Grepl                       | 27 - Jakub Truhlář, 3 - Jakub Hotmar                                     | 7 - Jakub Truhlář                                    |
| 2020-21 | 10 - Zdeněk Vaňous, 9 - Patrik Müller, Pavel Švec, Vojtěch Langer, 8 - Jan Deml, Jan Flídr, Jakub Jiřánek                      | 6 - Zdeněk Vaňous, 2 - Filip Grepl, Lukáš Sejkora                                | 7 - František Moláček, 3 - Jakub Hotmar                                  | 1 - František Moláček                                |
| 2019-20 | 16 - Jan Deml, Jan Flídr, Jakub Jiřánek, Patrik Müller, 14 – Matěj Borek, Pavel Švec                                           | 4 – Matěj Borek, 3 – Jan Deml                                                    | 13 – František Moláček, 3 – Jakub Hotmar, 1 – Vojtěch Hýbl               | 1 – Vojtěch Hýbl, František Moláček                  |
| 2018-19 | 30 - Patrik Müller, 29 – Filip Grepl, 28 – Kryštof Klumpar, Lukáš Roušar, Lukáš Sejkora, 27 – Roman Krystl, 26 – Oldřich Ezr   | 17 – Filip Grepl, 12 – Vojtěch Novotný                                           | 13 – Nikolas Hubálek, 9 – Jakub Hotmar, 6 – Jiří Bárta, 4 – Michal Ezr   | 3 – Jakub Hotmar, Nikolas Hubálek, 2 – Jiří Bárta    |
| 2017-18 | 30 - Michal Fučík, Filip Grepl, Patrik Müller, Vojtěch Novotný, 28 – Michal Kubásek, 27 – Oldřich Ezr, 26 – Lukáš Roušar       | 21 – Vojtěch Novotný, 14 – Filip Grepl, 6 – Patrik Müller                        | 20 – Jiří Bárta, 14 – Jakub Hotmar                                       | 8 – Jiří Bárta, 4 – Jakub Hotmar                     |
| 2016-17 | 30 - Patrik Müller, 29 – Petr Zahálka, 28 – Michal Fučík, Martin Hašek, 27 – Filip Grepl                                       | 8 – Filip Grepl, 7 – Vojtěch Novotný, 6 – Petr Zahálka                           | 15 – Jiří Bárta, 9 – Jan Saňák, 8 – František Moláček                    | 5 – Jiří Bárta, 3 – Jan Saňák, 2 – František Moláček |
| 2015-16 | 30 - Jaroslav David, Petr Zahálka, 28 – Filip Grepl, Martin Hašek, Patrik Rataj, Patrik Urbanec, 27 – Patrik Müller            | 9 – Vojtěch Novotný, 8 – Filip Grepl, 7 – Patrik Urbanec                         | 23 – Jiří Bárta, 7 – Jakub Hotmar, 3 – Marian Hejl                       | 7 – Jiří Bárta, 1 – Marian Hejl, Jakub Hotmar        |
| 2014-15 | 29 - František Ptáček, 28 – Petr Zahálka, 27 – Filip Grepl, Vojtěch Novotný, 26 – Adam Nágl, Patrik Rataj, Patrik Urbanec      | 7 – Patrik Urbanec, 6 – Filip Grepl, František Ptáček                            | 24 – Marian Hejl, 6 – Jiří Bárta, 1 – Jakub Hotmar                       | 5 – Marian Hejl                                      |

Historická statistika FK Česká Třebová A od roku 1984 do 2007:
celkem odehráno: 1 109 utkání, 456 vítězství, 242 nerozhodně, 411 porážek, branky 2 067 : 1 891
celkový počet hráčů: 212
nejvyšší počet odehraných zápasů: Tomáš Abt (542 zápasů)
nejúspěšnější střelec: Rostislav Borek (118 branek)
nejvyšší počet mistrovských utkání v letech 1983 - 2007) s  : TJ Litomyšl (28 zápasů)
nejstarší hráč: Jaromír Hejl (46 roků 7 měsíců 21 dnů v zápase 4. dubna 2004)
1000. zápas byl odehrán 18. 6. 2005, 1000. gól byl střelen 11. 6. 1994 a 2000. gól byl střelen 24. 2. 2006

## FK Česká Třebová B

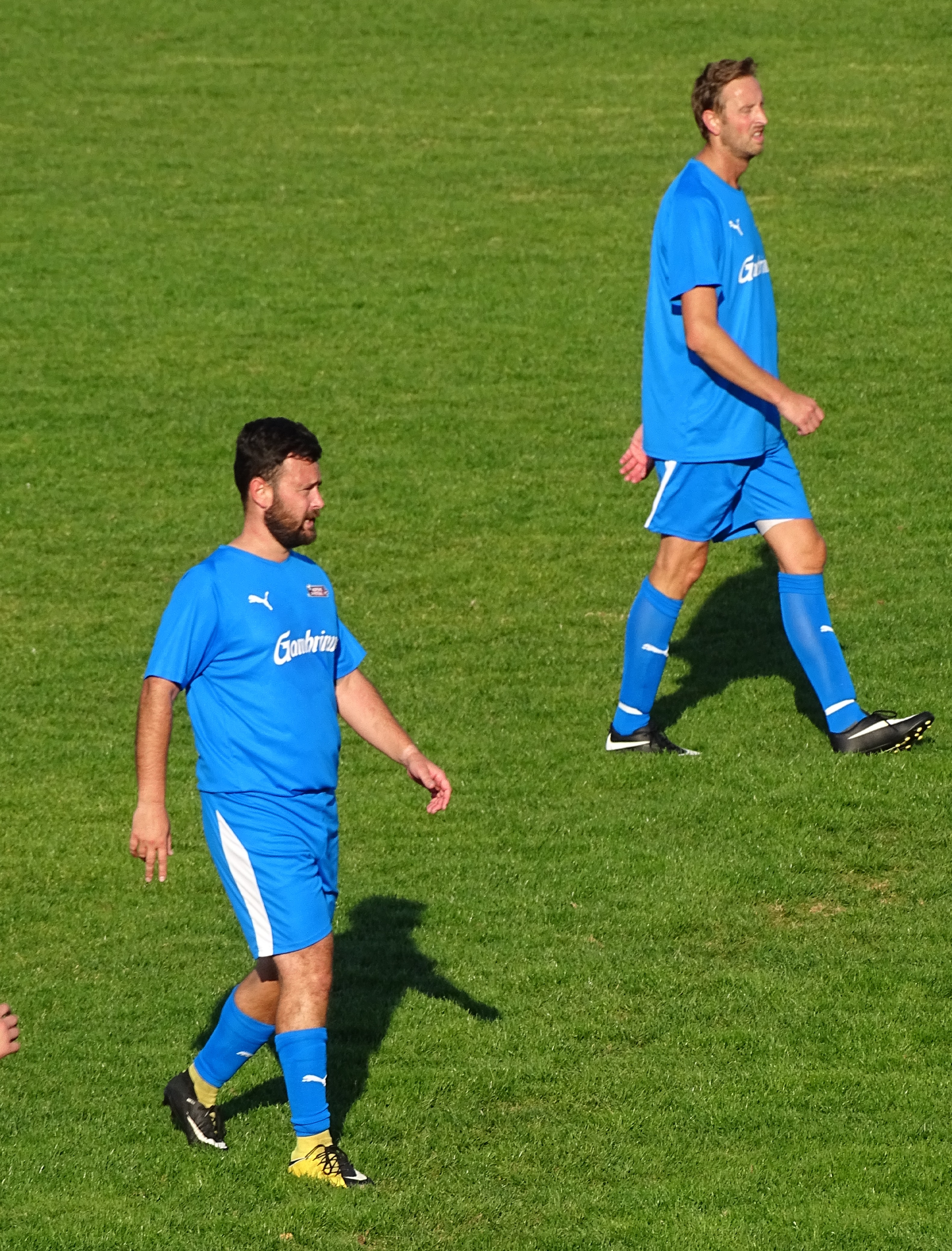
Hráči fotbalového týmu Česká Třebová B

Je rezervním týmem České Třebové, který od sezony 2019/20 hraje II. třídu okresu Ústí nad Orlicí (8. nejvyšší soutěž). Nejlepším umístěním je 9. místo v I.A třídě Pardubického kraje (6. nejvyšší soutěž) ze sezony 2014/15.

### Umístění ve fotbalových soutěžích - B mužstvo[5][6]
| Sezona  | Soutěž                               | Úroveň | Pozice     |
| ------- | ------------------------------------ | ------ | ---------- |
| 1984/85 | Okresní soutěž                       | 9.     | 7. místo   |
| 1985/86 | Okresní soutěž                       | 9.     | 1. místo   |
| 1986/87 | II. třída okresu Ústí nad Orlicí     | 8.     | 4. místo   |
| 1987/88 | II. třída okresu Ústí nad Orlicí     | 8.     | 10. místo  |
| 1988/89 | II. třída okresu Ústí nad Orlicí     | 8.     | 12. místo  |
| 1989/90 | II. třída okresu Ústí nad Orlicí     | 8.     | 4. místo   |
| 1990/91 | II. třída okresu Ústí nad Orlicí     | 8.     | 9. místo   |
| 1991/92 | II. třída okresu Ústí nad Orlicí     | 8.     | 6. místo   |
| 1992/93 | II. třída okresu Ústí nad Orlicí     | 8.     | 1. místo   |
| 1993/94 | I.B třída                            | 7.     | 11. místo  |
| 1994/95 | I.B třída                            | 7.     | 4. místo   |
| 1995/96 | I.B třída                            | 7.     | 5. místo   |
| 1996/97 | I.B třída                            | 7.     | 12. místo  |
|         | v letech 1997-2002 B mužstvo zrušeno |        |            |
| 2002/03 | IV. třída okresu Ústí nad Orlicí     | 10.    | 1. místo   |
| 2003/04 | III. třída okresu Ústí nad Orlicí    | 9.     | 1. místo   |
| 2004/05 | II. třída okresu Ústí nad Orlicí     | 8.     | 1. místo   |
| 2005/06 | I.B třída – sk. B                    | 7.     | 11. místo  |
| 2006/07 | I.B třída – sk. B                    | 7.     | 11. místo  |
| 2007/08 | I.B třída – sk. B                    | 7.     | 11. místo  |
| 2008/09 | I.B třída – sk. B                    | 7.     | 12. místo  |
| 2009/10 | I.B třída – sk. B                    | 7.     | 11. místo  |
| 2010/11 | I.B třída – sk. B                    | 7.     | 9. místo   |
| 2011/12 | I.B třída – sk. B                    | 7.     | 13. místo  |
| 2012/13 | I.B třída – sk. B                    | 7.     | 1. místo   |
| 2013/14 | I.A třída                            | 6.     | 11. místo  |
| 2014/15 | I.A třída                            | 6.     | 9. místo   |
|         | v letech 2015-2018 B mužstvo zrušeno |        |            |
| 2018/19 | III. třída okresu Ústí nad Orlicí    | 9.     | 1. místo   |
| 2019/20 | II. třída okresu Ústí nad Orlicí     | 8.     | 3. místo > |
| 2020/21 | II. třída okresu Ústí nad Orlicí     | 8.     | 8. místo > |
| 2021/22 | II. třída okresu Ústí nad Orlicí     | 8.     | 2. místo   |
| 2022/23 | II. třída okresu Ústí nad Orlicí     | 8.     | 1. místo   |
| 2023/24 | I.B třída – sk. B                    | 7.     | 4. místo   |
| 2024/25 | I.B třída – sk. B                    | 7.     | 4. místo   |
| 2025/26 | I.B třída – sk. B                    | 7.     |            |

> = české amatérské soutěže předčasně ukončeny z důvodu pandemie covidu-19

### Trenéři "B" mužstva (od 1984 do 2007)
Janata Roman (1984 - 1985)
Hubálek Josef (1985 - 1986)
Kusý František (1986 - 1989)
Čikl Miloš (1989 - 1990)
Hübl Miroslav (1990)
Volosčuk Luděk (1991 - 1992)
Kratochvíla Petr (1993)
Prax Ivoš (1993 - 1994)
Nastoupil Jaroslav (1994)
Kocman Zdeněk (1995)
Kříž Zdeněk (1995 - 1996)
Ing. Strnad Josef (1996 - 1997)
Nejedlý Bohumír (2002 - 2005, 2006)
Kuchta Jan (2005)
Abt Tomáš (2007)

### Historické statistiky B mužstva (od 1984 do 2007)
Odehráno celkem 590 utkání z toho 281 vítězství, 119 nerozhodně, 190 porážek.
Nejvyšší počet odehraných utkání: Petr Felcman (191 utkání).
Nejvyšší počet střelených branek: Prax (58 branek).
Nejvyšší počet odehraných mistrovských utkání s Dolní Čermnou (20 zápasů).
Nejstarší hráč: Bohumír Nejedlý (53 roků v zápase ze dne 13. 5.2006).
Nejvyšší výhra: se Semanínem (15 : 0 dne 20. 4. 1986).
Nejvyšší prohra: ve Vysokém Mýtě (1 : 11 v roce 1989).

## Osobnosti českotřebovského fotbalu
- JUDr. František Bazínek (1882–1935) - propagátor kopané v České Třebové, první předseda SK Česká Třebová, starosta Sokola.[6]
- Jaroslav Vojta (nar. 1942) - odchovanec Svitav, pozdější ligový hráč Spartak ZJŠ Brno a Sklo Union Teplice (celkem 170 startů). V České Třebové působil v druholigové sezoně 1961-62.
- Milan Ptáček[11] (nar. 1970) - odchovanec Lokomotivy Česká Třebová, majitel 154 prvoligových startů v dresu SK Hradec Králové, později působil ve II. lize za FC NH Ostrava, nyní pracuje jako správce stadionu FC Hradec Králové.
- Zdeněk Vacek[12] (nar. 1972) - někdejší útočník prvoligového FC Slovan Liberec (v sezoně 1995/96 dva ligové starty) a druholigových týmů FK GGS Arma Ústí nad Labem a SK LeRK Prostějov, v České Třebové úspěšně působil v divizních sezonách 1999/00 a 2000/01.
- Jaroslav David[13] (nar. 1977) - odchovanec Lokomotivy Česká Třebová, působil ve II. lize (AFK Atlantic Lázně Bohdaneč, FK AS Pardubice, SK Hradec Králové).
- Pavel Dvořák[14] (nar. 1989) - s fotbalem začínal ve Vysokém Mýtě, ale prošel mládeží FK Česká Třebová, dále působil v prvoligových týmech: FC Hradec Králové, FC Vysočina Jihlava, SK Sigma Olomouc, hrál v reprezentačním výběru České republiky U18 a U19.
- Patrik Voleský (nar. 1998) - odchovanec FK Česká Třebová, prošel mládeží FK Pardubice a SK Sigma Olomouc. Dále hostoval v Baníku Sokolov, kde si zahrál II. ligu. Na Slovensku působil v druholigových klubech MFK Skalica a FC Košice. Nejvyšší slovenskou soutěž - Niké ligu si zahrál v týmu KFC Komárno. Od února 2025 je hráčem FC Silon Táborsko.
- Šimon Pecháček[15] (nar. 2000) - odchovanec FK Česká Třebová, působil v mládeži FC Hradec Králové, později i AC Sparta Praha, kde si zahrál Celostátní dorosteneckou ligu U19 a Juniorskou ligu U21. V letech 2020 až 2022 brankář FC MAS Táborsko (Fortuna národní liga) - odchytal 27 zápasů. V současnosti je sportovním redaktorem ČT sport.

## Průměrná návštěvnost domácích zápasů[16]
| sezona  | soutěž                    | průměr diváků |
| ------- | ------------------------- | ------------- |
| 2015/16 | Pardubický krajský přebor | 122           |
| 2016/17 | Pardubický krajský přebor | 96            |
| 2017/18 | Pardubický krajský přebor | 95            |
| 2018/19 | Pardubický krajský přebor | 81            |
| 2019/20 | Pardubický krajský přebor | 114           |
| 2020/21 | Pardubický krajský přebor | 104           |
| 2021/22 | Pardubický krajský přebor | 106           |
| 2022/23 | Pardubický krajský přebor | 97            |
| 2023/24 | Pardubický krajský přebor | 115           |
| 2024/25 | Pardubický krajský přebor | 136           |

## Přehled výsledků zápasů České Třebové
| soupeř                |         | sezony         | sezony         | sezony            | sezony         | sezony            | sezony            | sezony      | sezony      |
| --------------------- | ------- | -------------- | -------------- | ----------------- | -------------- | ----------------- | ----------------- | ----------- | ----------- |
|                       | 2020/21 | 2019–20        | 2018–19        | 2017–18           | 2016–17        | 2015–16           | 2014–15           | 2013–14     | 2012–13     |
| Benátky nad Jizerou   |         |                |                |                   |                |                   | 0 : 1 0 : 1       |             |             |
| Cerekvice nad Loučnou |         |                |                |                   |                |                   |                   |             | 1 : 0 1 : 3 |
| Český Brod            |         |                |                |                   |                |                   | 2 : 1 np 3 : 0    |             |             |
| Dobrovice             |         |                |                |                   |                |                   | 0 : 2 2 : 6       |             |             |
| Dobříkov              |         |                |                | 2 : 3 np 2 : 4    |                |                   |                   |             | 2 : 2 1 : 1 |
| Dolní Újezd           |         |                | 0 : 2 3 : 0    |                   | 4 : 1 5 : 3    |                   |                   | 9 : 1 1 : 1 |             |
| Dvůr Králové          |         |                |                |                   |                |                   | 2 : 0 2 : 0       |             |             |
| Heřmanův Městec       | 2 : 1   | 1 : 2          | 3 : 0 0 : 2    | 3 : 1 0 : 2       | 2 : 0 2 : 3    |                   |                   | 4 : 1 1 : 0 |             |
| Hlinsko               |         |                | 1 : 0 1 : 4    | 3 : 0 1 : 0       | 3 :2 np 4 : 3  | 3 : 0 4 : 3 np    |                   | 2 : 0 1 : 2 | 3 : 0 1 : 3 |
| Holice                | 1 : 3   | 0 : 4          | 2 : 1 4 : 1    | 5 : 0 3 : 2       | 3 : 0 0 : 5    | 2 : 3 np 1 : 2 np |                   | 4 : 1 4 : 2 |             |
| Horní Ředice          | 1 : 3   | 1 : 2 np 3 : 1 |                |                   |                |                   |                   |             |             |
| Choceň                | 1 : 5   | 1 : 2          | 5 : 0 1 : 0    | 1 : 0 np 3 : 4 np | 2 : 3 1 : 0    | 1 : 2 1 : 0       |                   | 1 : 1 0 : 0 | 3 : 1 1 : 6 |
| Chrudim B             | 2 : 3   | 3 : 2          | 1 : 2 2 : 0    | 2 : 1 np 3 : 2    | 2 : 0 1 : 2    | 2 : 1 np 1 : 3    |                   | 2 : 0 2 : 1 | 1 : 1 3 : 2 |
| Jablonec nad Jizerou  |         |                |                |                   |                |                   | 0 : 1 1 : 2       |             |             |
| Kutná Hora            |         |                |                |                   |                |                   | 1 : 2 np 1 : 3    |             |             |
| Lanškroun             | 0 : 4   | 0 : 4          | 0 : 4 1 : 2    | 1 : 4 2 : 3       |                | 3 : 1 1 : 0 np    |                   | 1 : 1 0 : 1 | 3 : 1 1 : 2 |
| Letohrad              |         |                | 1 : 3 1 : 4    |                   |                |                   |                   |             |             |
| Letohrad B            |         |                |                |                   |                | 3 : 0 4 : 1       | 0 : 1 4 : 0       | 2 : 1 0 : 1 |             |
| Libišany              |         |                |                |                   | 2 : 1 np 1 : 3 |                   |                   |             |             |
| Litomyšl              |         | 1 : 2          | 1 : 2 0 : 4    | 3 : 0 1 : 0 np    |                |                   |                   | 1 : 0 2 : 0 | 2 : 2 0 : 0 |
| Luže                  |         | 1 : 2          | 3 : 0 2 : 4    |                   |                |                   |                   |             |             |
| Moravany              | 1 : 4   | 2 : 3          | 2 : 1 3 : 2 np | 4 : 0 0 : 3       | 2 : 0 0 : 1 np | 1 : 2 2 : 1       |                   | 4 : 1 1 : 2 | 2 : 2 2 : 1 |
| Moravská Třebová      | 0 : 1 p | 0 : 2          | 1 : 3 0 : 1    | 2 : 1 1 : 2 np    | 2 : 1 np 1 : 3 | 1 : 2 np 3 : 0    |                   |             | 2 : 1 1 : 0 |
| Náchod                |         |                |                |                   |                |                   | 1 : 2 np 0 : 1 np |             |             |
| Pardubice B           |         |                |                |                   |                | 0 : 4 0 : 3       | 2 : 1 0 : 2       |             |             |
| Pardubice C           |         |                |                |                   |                |                   |                   |             | 2 : 1 2 : 4 |
| Pardubičky            | 4 : 5 p | 0 : 1 np       |                |                   |                |                   |                   | 2 : 1 2 : 1 |             |
| Polička               |         | 3 : 2 np       |                | 4 : 3 3 : 0       | 2 : 3 np 2 : 0 | 2 : 1 1 : 5       |                   | 1 : 0 1 : 2 | 2 : 2 1 : 0 |
| Proseč                |         |                |                |                   |                |                   |                   |             |             |
| Přelouč               |         |                |                |                   | 4 : 0 5 : 2    | 2 : 2 4 : 0       |                   |             | 3 : 2 0 : 2 |
| Rohovládova Bělá      |         | 2 : 0          |                |                   |                |                   |                   |             |             |
| Slatiňany             |         |                |                | 3 : 2 0 : 2       | 2 : 1 0 : 8    | 0 : 1 1 : 3       |                   |             |             |
| Svitavy               |         | 0 : 6          | 0 : 1 0 : 2    | 1 : 2 3 : 2       | 2 : 1 1 : 6    | 2 : 1 2 : 1 np    |                   |             |             |
| Svitavy B             |         |                |                |                   |                |                   |                   | 5 : 1 3 : 1 |             |
| Trutnov               |         |                |                |                   |                |                   | 0 : 3 2 : 1 np    |             |             |
| Třemošnice            | 0 : 1   | 1 : 4          | 5 : 2 3 : 2    | 3 : 0 0 : 2       | 1 : 2 0 : 3    | 1 : 0 np 1 : 0    |                   | 4 : 0 0 : 0 |             |
| Turnov                |         |                |                |                   |                |                   | 0 : 2 2 : 4       |             |             |
| Týniště nad Orlicí    |         |                |                |                   |                |                   | 6 : 1 0 : 1       |             |             |
| Ústí nad Orlicí       |         |                |                |                   |                |                   | 0 : 1 1 : 2 np    |             |             |
| Vysoké Mýto           |         |                |                |                   |                |                   | 4 : 2 2 : 3       |             | 0 : 5 1 : 2 |
| Žamberk               |         |                | 4 : 0 2 : 1    | 1 : 0 2 : 0       | 1 : 0 1 : 0 np | 2 : 0 0 : 1       |                   | 3 : 0 1 : 0 | 1 : 0 1 : 2 |
| Živanice              |         |                |                |                   |                |                   | 0 : 2 1 : 2       |             | 3 : 1 1 : 1 |

pozn.: zápasy uvedeny vždy z pohledu České Třebové
domací zápas = výsledek uvedený v horní části buňky, venkovní zápas = výsledek uvedený ve spodní části buňky

## Zajímavá utkání v České Třebové a hráčů FK Česká Třebová
| datum zápasu | soutěž                                                  | soupeř                     | výsledek    | návštěvnost                                              |
| ------------ | ------------------------------------------------------- | -------------------------- | ----------- | -------------------------------------------------------- |
| 21. 5. 1951  | přípravné utkání                                        | Lvíčata ČSR                | 2 : 5       | 3 200 diváků                                             |
| 20. 8. 1961  | 2. kolo II.ligy                                         | Rudá hvězda Brno           | 0 : 0       | 4 000 diváků                                             |
| 6. 7. 1998   | přátelské utkání                                        | FC Slovan Liberec (1.liga) | 3 : 5       |                                                          |
| 23.7.2000    | 1. kolo MOL Cup                                         | AFK Chrudim (ČFL)          | 4 : 1       |                                                          |
| 30.8.2000    | 2. kolo MOL Cup                                         | SK Slavia Praha (1.liga)   | 2 : 6       | 4 250 diváků                                             |
| 26.7.2014    | 1. kolo MOL Cup                                         | TJ Sokol Živanice (divize) | 0 : 4       |                                                          |
| 6. 6. 2024   | finále Poháru hejtmana Pardubického kraje v Pardubicích | TJ Svitavy (KP)            | 2:1 po pen. | vítězství České Třebové (postup do MOL Cupu)             |
| 3.8.2024     | Předkolo MOL Cupu                                       | FK Horní Ředice (divize)   | 0:1         |                                                          |
| 4. 6. 2025   | finále Poháru hejtmana Pardubického kraje v Pardubicích | FK Přelouč (KP)            | 4:0         | 776 diváků, vítězství České Třebové (postup do MOL Cupu) |
| 2.8.2025     | Předkolo MOL Cupu                                       | FC Hlinsko (divize)        |             |                                                          |

## Soupisky hráčů

### II. československá liga, skupina B
- T.J. Lokomotiva Česká Třebová (1961–62)

Jaroslav Vojta, Vlado Novotný, Bořivoj Ráb, Miloslav Řehák, Ladislav Andrt, Slávek Knížek, Adolf Ptáček, Jiří Dejmek, Bolcek, Miloslav Jiskra, Jiří Vondra, Švec, Faltys, Jaroslav Schenk, Jaroslav Ráb (trenér), František Sedláček (vedoucí)

### Divizní fotbal
- T.J. Lokomotiva Česká Třebová (1958–60)

Vácha, Jiří Vondra, Dosoudil, Josef Zeman, Grund,  Sýkora, Jelínek, Jiří Zeman, Vlado Novotný, Jiří Dejmek, Janata, Fiala, Hradil, Bedřich Neterda, Ladislav Andrt, Šustr, Škop, Barbořák, Slávek Knížek, Klíma, Stach, Stanislav Klacl, Koula, Chromec, Fabián, Jaroslav Ráb (trenér), František Sedláček (vedoucí mužstva). Zásluhu na postupu měl i trenér Jaroslav Krása (Jim)
- T.J. Lokomotiva Česká Třebová (1965–66)

Jasanský, Gazdík, Šmíd, Miloslav Jiskra, Klíma, Adolf Ptáček, Prický, Navrátil, Šedý, Kmoníček, Horák, Špaček, Jaroslav Schenk, Miloslav Řehák, Ráb, Winkler, Tomášek, Meduna, Svatoš, Clarkson, Jaroslav Ráb (trenér). František Sedláček, Josef Klíma (oba vedoucí mužstva)
- FK Česká Třebová (1999–2000)

Tomáš Kollert, Marian Hejl, Vlastimil Šmíd, Tomáš Mazura, Miroslav Štichauer, Jiří Krystl, Roman Petr, Bohuslav Sokol, Filip Vacek, Martin Maco, Pavel Petr, Rostislav Borek, Starý, Jaroslav Macko, Petr Zaal, Sklenář, Jan Jež, Vencl, Radek Brejcha, Vladimír Novák (trenér), Tomáš Abt (asistent). Rudolf Havlíček, Jiří Dejmek (oba vedoucí mužstva)
- FK Česká Třebová (2000–01)

Tomáš Kollert, Marian Hejl, Tomáš Mazura, Miroslav Štichauer, Jiří Krystl, Roman Petr, Bohuslav Sokol, Filip Vacek, Martin Maco, Pavel Petr, Rostislav Borek, Starý, Jaroslav Macko, Petr Zaal, Sklenář, Jan Jež, Vencl, Radek Brejcha, Jan David, Josef Vondra, Jaroslav Štěrba, Kolář, Turek. Zdeněk Kocman, Tomáš Abt a Josef Štoudek (všichni trenéři). Jiří Dejmek, Zdeněk Vrba (oba vedoucí mužstva)
- FK Česká Třebová (2014–15)

Jiří Bárta, Filip Abt, Rostislav Borek, Miloš Čikl, Martin Frňka, Michal Fučík, Filip Grepl, Marian Hejl, Jakub Hotmar, Michal Hustý, Adam Kopecký, Kristián Král, Michal Kubásek, Michal Morkes, Adam Nágl, Jan Nespěšný, Jakub Nešický, Vojtěch Novotný, Jakub Pachl, Libor Pešek, Jakub Pešina, František Ptáček, Patrik Rataj, Josef Strnad, Jan Štěpán, Pavel Švec, Patrik Urbanec, Petr Zahálka, Petr Pražák (trenér), Ing. Miloslav Cink (vedoucí mužstva)

### Aktuální sezona - 2025/26 - Pardubický krajský přebor - podzimní část
| brankáři     | obránci        | záložníci      | útočníci        | realizační tým                         | vedení klubu                         |
| ------------ | -------------- | -------------- | --------------- | -------------------------------------- | ------------------------------------ |
| Jan Janůj    | Jan Deml       | Jan Flídr      | Matěj Borek     | František Dvořák (trenér)              | Michal Kubásek (předseda)            |
| Jakub Hotmar | Jakub Jiřánek  | Marek Hruška   | Šimon Fric      | Mgr. Michal Šindelář (trenér brankářů) | Jakub Pachl (místopředseda)          |
|              | Matěj Deml     | Denis Barbořák | Vojtěch Novotný | Ing. Miloslav Cink (vedoucí mužstva)   | Mgr. Tomáš Keprt (sportovní manažer) |
|              | Daniel Šmíd    | Patrik Müller  | Filip Grepl     |                                        | Dobromil Keprt (jednatel)            |
|              | Dominik Horák  | Lukáš Hýbl ml. |                 |                                        | Jaroslav Sejkora (sekretář)          |
|              | Ondřej Bohunek | Zdeněk Vaňous  |                 |                                        |                                      |
|              | Lukáš Hýbl     | Tomáš Mazura   |                 |                                        |                                      |
|              | Vojtěch Kovář  | Jakub Jelínek  |                 |                                        |                                      |

## Dívčí kopaná
Myšlenka založit ženský fotbalový tým vznikla v roce 1968. Za zakladatele dívčí kopané je považován Karel Steiner. První fotbalové utkání žen proběhlo 22. října 1969. Počátkem sedmdesátých let 20. století dívčí družstvo hrálo mistrovskou soutěž., ze které v roce 1974 postoupilo družstvo do II. ženské ligy. Ovšem v roce 1976 sestoupily děvčata do mistrovské soutěže Jihomoravského kraje. Fotbalový tým se rozpadl v roce 1979. Nejvíce zápasů sehrála Věra Pirklová (105 zápasů). V roce 2005 se Tomáš Keprt po 26 letech neúspěšně pokusil znovuobnovit ženský fotbalový tým České Třebové.
Soupiska dívčího týmu v roce 2006.
vedoucí mužstva: Monika Novotná
trenér: Marian Hejl
asistent trenéra: Zdeněk Vaňous
hráčky: Veronika Rohalová, Pavla Svobodová, Aneta Novotná, Nikola Jelínková, Petra Kuličková, Veronika Bašíková, Pavla Suchomelová, Lenka Bodlová, Kateřina Rohalová, Lucie Janebová, Kateřina Řeháková, Tereza Krásová, Iveta Raplíková, Pavlína Šteflová, Pavla Pániková, Aneta KOvářová, Andrea Mikešová

## Fotogalerie

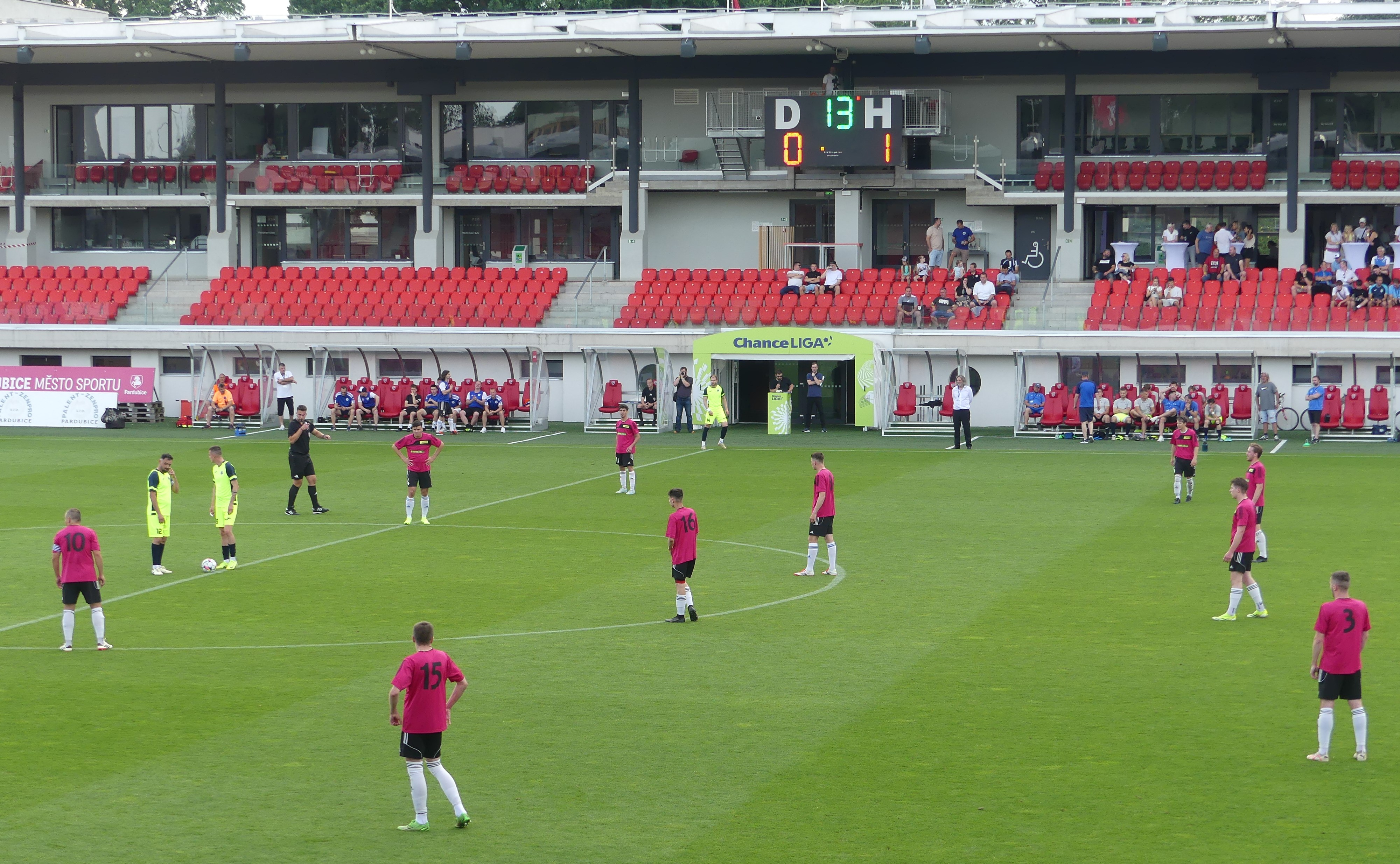
Finále Poháru hejtmana Pardubického kraje Přelouč vs. Česká Třebová (r. 2025)

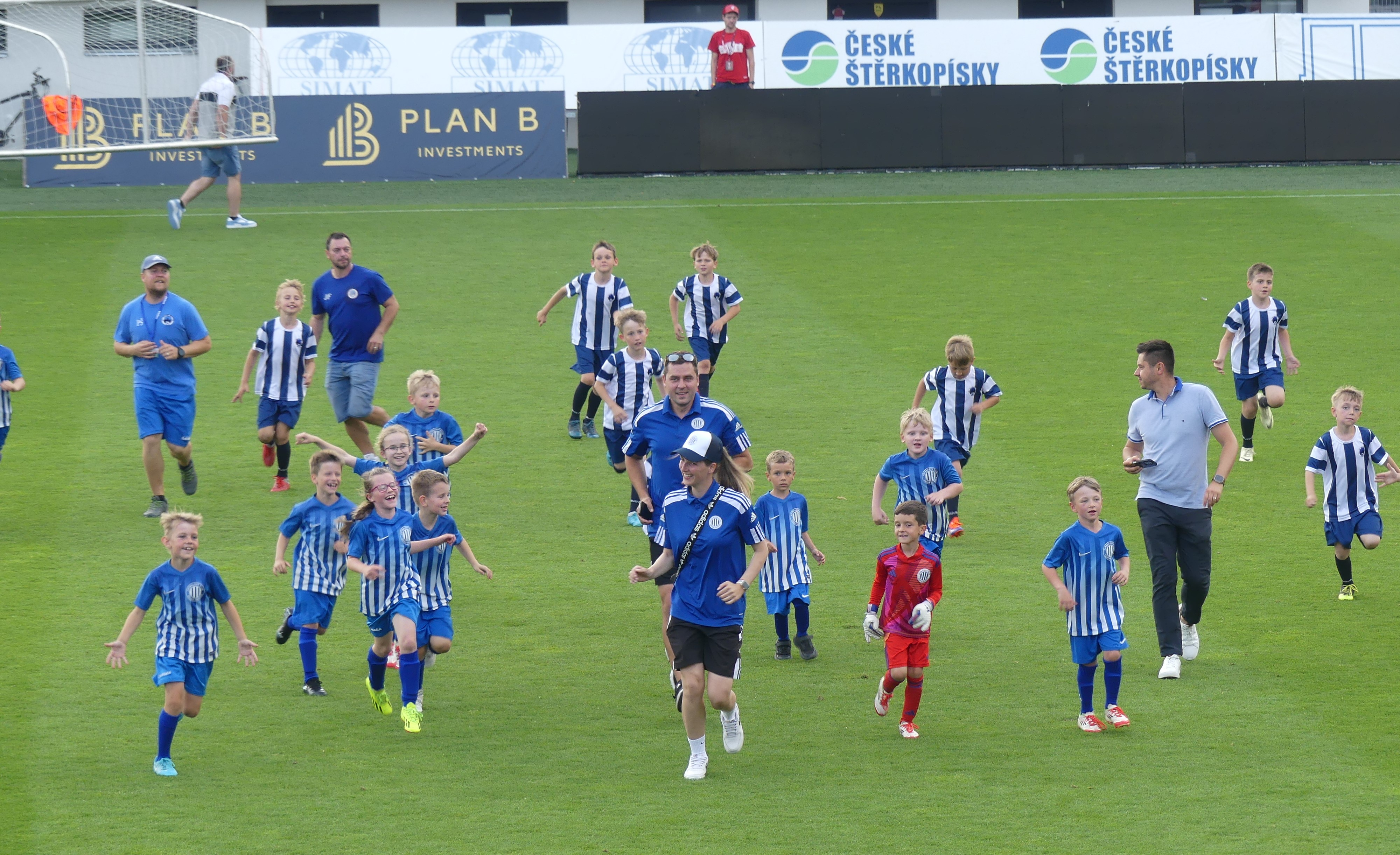
Fotbalová přípravka Česká Třebová (vlevo) a Přelouč (vpravo) v Pardubicích

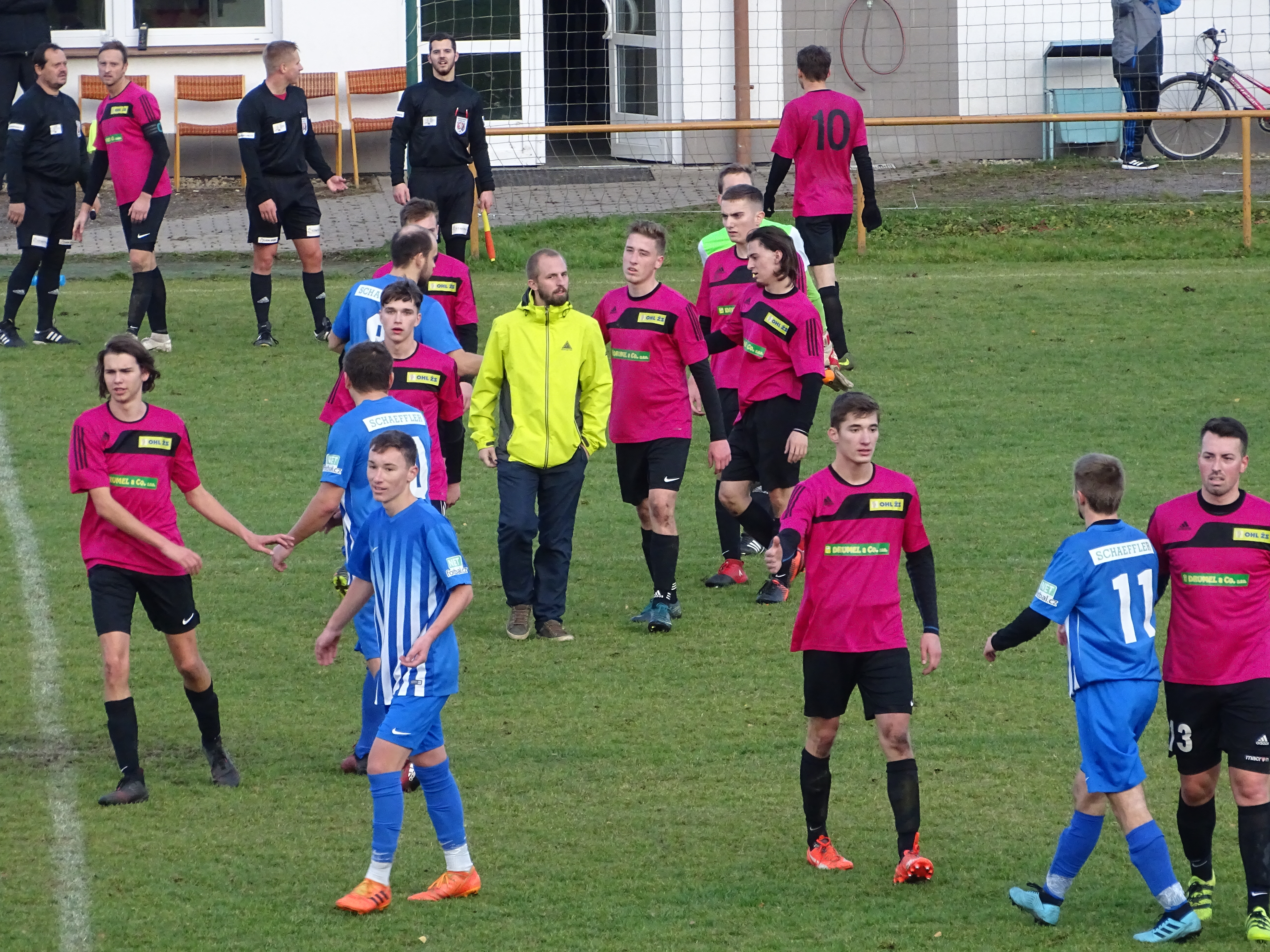
FK Česká Třebová zápas s Lanškrounem 2019
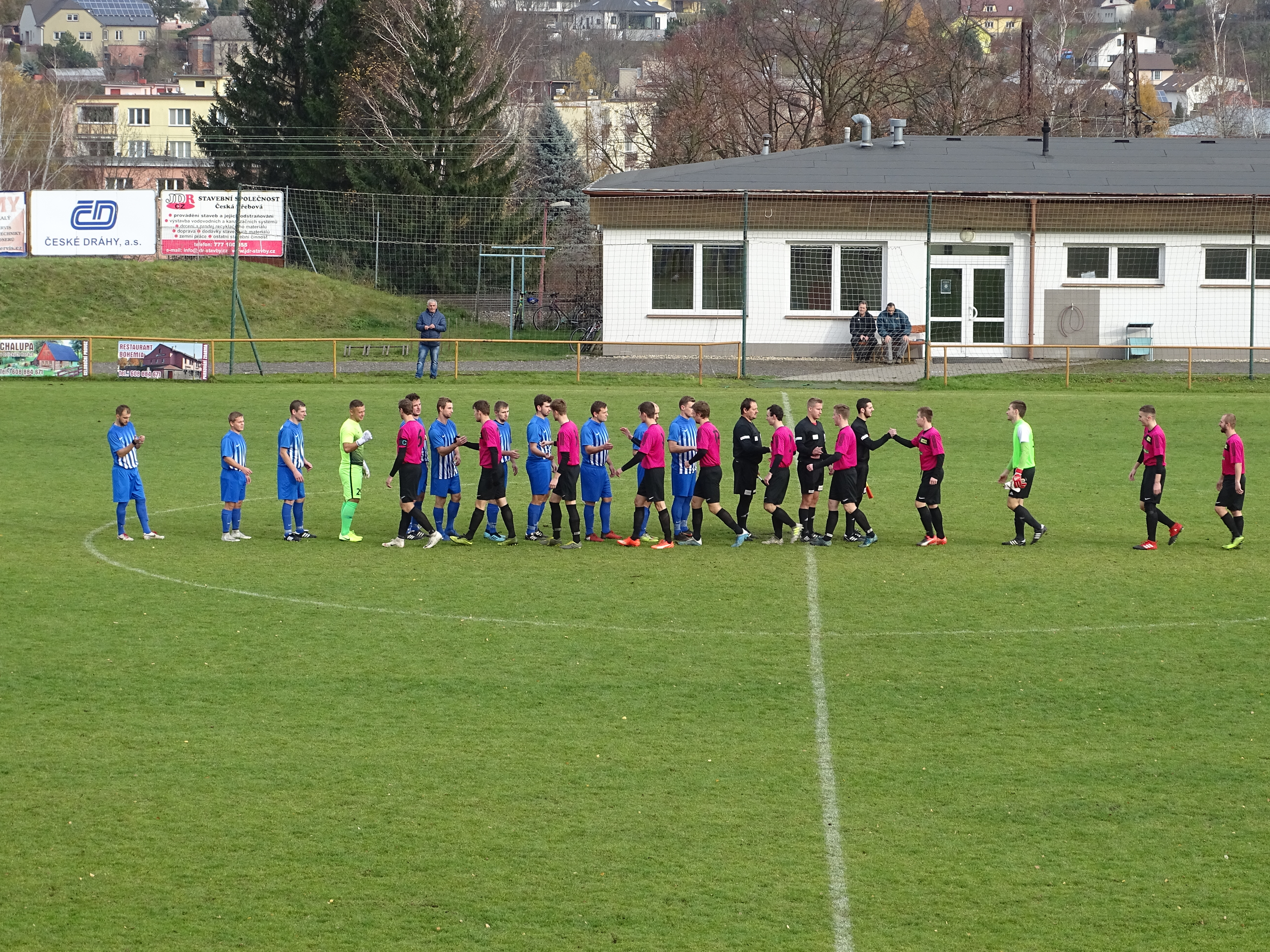
FK Česká Třebová vs Lanškroun nástup na začátku zápasu
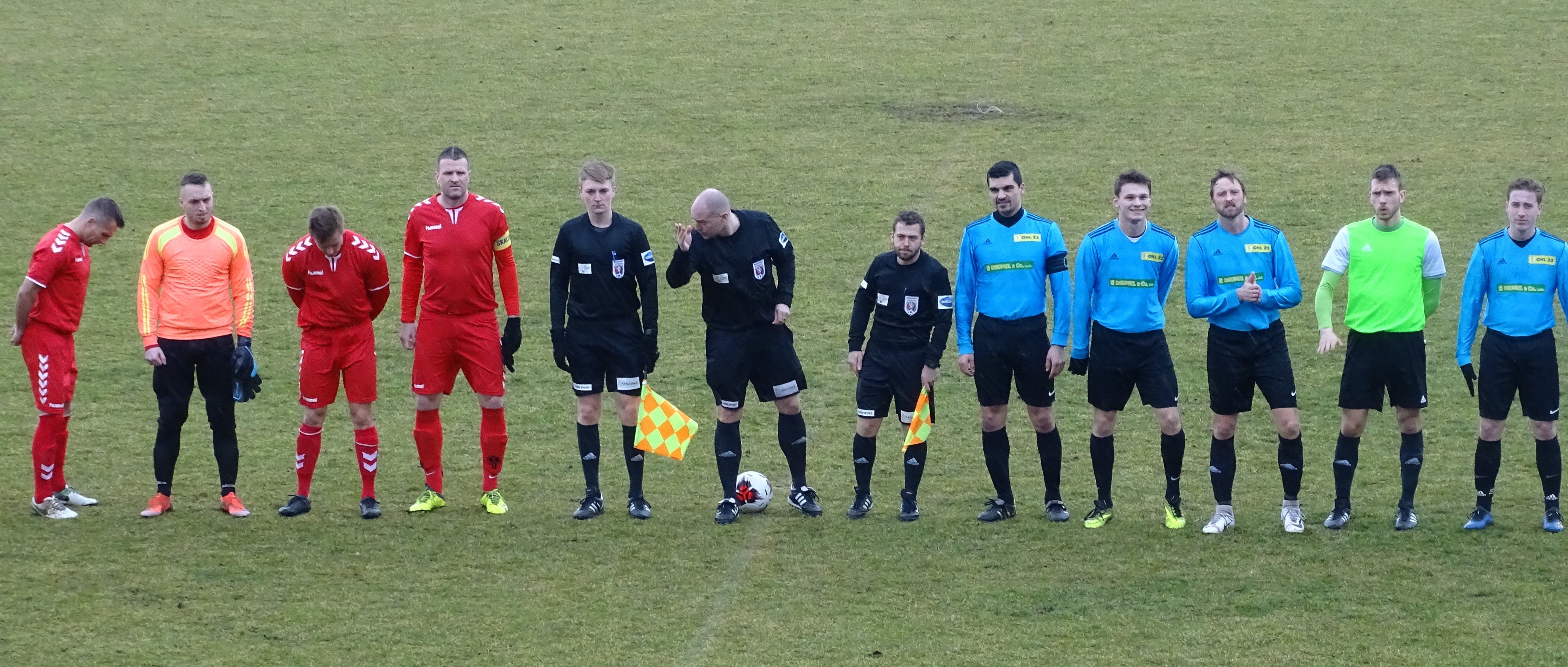
FK Česká Třebová – SK FK Horní Ředice 7. 3. 2020